# 학녀
학녀는 1975년 공개된 대한민국의 영화이다.

## 배역
- 신성일
- 윤정희
- 윤일봉